# Ferdinand Philippe d’Orléans, duc de Chartres

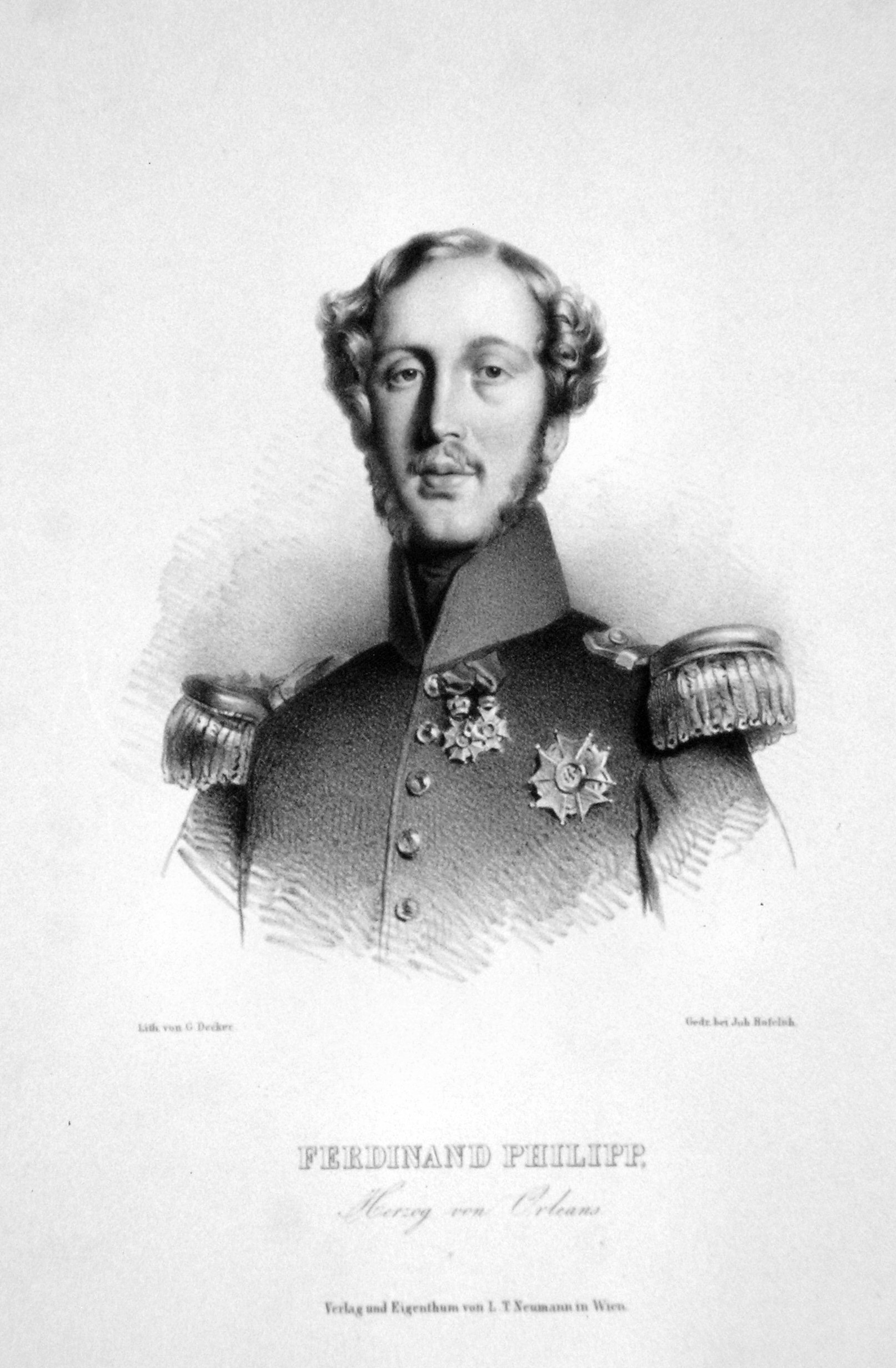
Ferdinand Philippe d’Orléans, Lithographie von Gabriel Decker

Ferdinand Philippe Louis Charles Henri Rosolin d’Orléans, duc de Chartres, duc d’Orléans, (* 3. September 1810 in Palermo; † 13. Juli 1842 in Sablonville) war der älteste Sohn von König Louis-Philippe I. von Frankreich und dessen Frau Maria Amalia von Neapel-Sizilien.

## Leben
Ferdinand Philippe d’Orléans nahm 1831/32 an den französischen Feldzügen in Belgien und 1835–40 in Algerien teil. Er war ein freigiebiger Beschützer von Künsten und Wissenschaften.
Seit der Thronbesteigung seines Vaters 1830 war er Thronfolger, führte aber nicht den alten Titel des französischen Thronfolgers, Dauphin. Dieser war mit dem Thronwechsel von 1830 abgeschafft worden. Sein Titel lautete prince royal.
Am 30. Mai 1837 heiratete er Prinzessin Helene Luise zu Mecklenburg-Schwerin auf Schloss Fontainebleau. Aus der gemeinsamen Ehe gingen zwei Söhne hervor:
- Louis Philippe Albert (1838–1894), Graf von Paris ⚭ 1864 Maria Isabella d’Orléans-Montpensier
- Robert Philippe Louis Eugène Ferdinand (1840–1910), Herzog von Chartres ⚭ 1863 Françoise d’Orléans (1844–1925)

Am 13. Juli 1842 starb Ferdinand Philippe d’Orléans nach dem Sprung aus seiner Kutsche, deren Pferde durchgegangen waren. Sein Tod löste einen Streit innerhalb der königlichen Familie über die Einsetzung eines Regentschaftsrates aus, der aufgrund des hohen Alters des Königs und der Tatsache, dass der neue Thronfolger, Prinz Louis Philippe Albert, beim Tod seines Vaters erst vier Jahre alt war, unumgänglich schien. Hauptgegner in dem Streit waren Ferdinands Witwe und dessen Bruder, Louis Herzog von Nemour, der sich letztendlich durchsetzte. Zu einer Regentschaft kam es allerdings nicht mehr, da bei der Revolution von 1848 die Monarchie in Frankreich beseitigt wurde.